# Strandlykkja Station
Strandlykkja Station (Strandlykkja stasjon) er en tidligere jernbanestation på Dovrebanen, der ligger ved Strandlykkja i Stange kommune i Norge.
Stationen blev oprindeligt oprettet som læsseplads 4. december 1882, to år efter at banen mellem Eidsvoll og Hamar stod færdig. Den blev opgraderet til holdeplads 11. december 1911. Oprindeligt hed den Strandløkkan, men den skiftede navn til Strandløkka 1. september 1922 og til Strandlykkja 1. august 1941. Den blev opgraderet til station 9. december 1945. Den blev fjernstyret 22. marts 1965 og gjort ubemandet 30. maj samme år. Betjeningen med persontog ophørte 1. juni 1980, hvorefter stationen fungerede som fjernstyret krydsningsspor.
I december 2015 åbnede en ny dobbeltsporet strækning forbi den nedlagte station, med gang- og cykelstien Mjøstråkk parallelt med og med en noget ændret forløb for fylkesvei 229. Ved stationsområdet er der anlagt en mole for små både og et servicebyggeri. Stationens bygninger er revet ned.